# Klasyfikacja komorowych zaburzeń rytmu serca
Klasyfikacja komorowych zaburzeń rytmu serca zaproponowana przez Lowna służy do oceny  ilości i jakości komorowych zaburzeń rytmu w trakcie badania 24-godzinny zapis EKG metodą Holtera.
Badanie 24-godzinnego EKG metodą Holtera przeprowadzone na zdrowych ochotnikach wykazały, że:
- 75% badanych ma od 1 do 10 dodatkowych skurczów komorowych w ciągu doby
- 20% od 10 do 100 skurczów dodatkowych
- ok. 10% zdrowych ochotników ma bigeminię komorową (klasa 3B według Lowna - patrz niżej)
- do 4% osób uważanych za zdrowe ma złożone zaburzenia rytmu takie jak pary lub salwy pobudzeń komorowych czy wczesne pobudzenia komorowe (tzw. zjawisko R/T czyli załamek R w EKG wypada w pobliżu  załamka T, co może być przyczyną groźnych zaburzeń rytmu, takich jak migotanie komór.

Uważa się, że tylko występowanie zaburzeń w klasie 4 i 5 świadczy o istnieniu faktycznej choroby serca.

## Klasyfikacja według Lowna
Stosuje się ją do ilościowej i jakościowej oceny komorowych pobudzeń przedwczesnych i wynikających z nich oceny stopnia zagrożenia zdrowotnego pacjenta. 
- stopień 0 - brak przedwczesnych pobudzeń komorowych
- stopień 1 - mniej niż 30 pobudzeń komorowych na godzinę
- stopień 2 - więcej niż 30 pobudzeń komorowych na godzinę
- stopień 3:
  - 3A - różnokształtne pobudzenia komorowe
  - 3B - bigeminia komorowa
- stopień 4:
  - 4A - pary pobudzeń komorowych
  - 4B - salwy (3 i więcej występujących po sobie pobudzeń)
- stopień 5 - wczesne pobudzenia przedwczesne komorowe typu R/T

Przeczytaj ostrzeżenie dotyczące informacji medycznych i pokrewnych zamieszczonych w Wikipedii.